# 平安北道 (日本統治時代)

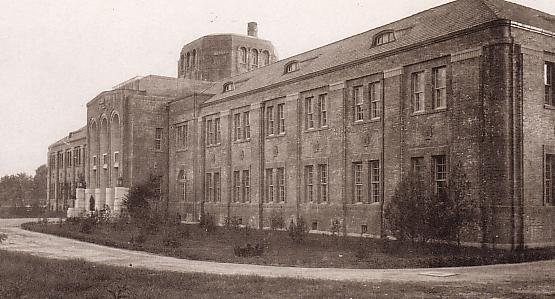
旧平安北道庁舍

平安北道（へいあんほくどう、ピョンアンプクト）は、日本統治時代の朝鮮の行政区画の一つ。現在の朝鮮民主主義人民共和国（北朝鮮）の平安北道・慈江道を合わせた地域にあたる。道庁所在地は新義州。

## 概要
朝鮮西北部、平安道地方の北部にあたる道である。東に咸鏡南道、南に平安南道と接し、北は鴨緑江を隔てて中国（満洲）である。
新義州は満洲と鉄路でつながる国境の町である。日本統治の末期には、鴨緑江の豊富な水量を利用した発電所として水豊ダムが建設された。

## 人口
昭和11年現住戸口調査より
- 総人口　1,620,882人
  - 内訳
    - 内地人　22,363人
    - 朝鮮人　1,578,605人
    - その他　19,914人

## 行政区分
昭和20年（1945年）当時

### 府
- 新義州府

### 郡
- 義州郡
  - 義州邑、威遠面、古館面、威化面、古城面、松長面、水鎮面、広坪面、加山面、玉尚面、古寧朔面、月華面、枇峴面
- 龍川郡
  - 龍岩浦邑、府羅面、北中面、東下面、内中面、東上面、外下面、外上面、楊光面、楊下面、楊西面、薪島面
- 鉄山郡
  - 鉄山面、柏梁面、扶西面、余閑面、站面、西林面
- 宣川郡
  - 宣川邑、台山面、郡山面、南面、東面、水清面、深川面、龍淵面、新府面、雲従面
- 定州郡
  - 定州邑、高案面、観舟面、安興面、玉泉面、臨浦面、郭山面、葛山面、徳彦面、南西面、大田面、古徳面、馬山面
- 博川郡
  - 博川邑、東南面、徳安面、両嘉面、西面、嘉山面、青龍面、龍渓面
- 寧辺郡
  - 寧辺面、梧里面、延山面、独山面、少林面、八院面、鳳山面、古城面、百嶺面、龍山面、南薪峴面、南松面、泰平面、北薪峴面
- 雲山郡
  - 北鎮邑、雲山面、東新面、城面、委延面
- 泰川郡
  - 泰川面、西城面、西面、南面、院面、長林面、東面、江東面、江西面
- 亀城郡
  - 亀城面、東山面、五峰面、方峴面、西山面、蘆洞面、梨峴面、沙器面、館西面、天摩面
- 朔州郡
  - 青水邑、朔州面、九曲面、南西面、外南面、水東面、両山面、水豊面
- 昌城郡
  - 昌城面、新倉面、東倉面、大倉面、青山面
- 碧潼郡
  - 碧潼面、雩時面、吾北面、加別面、鸛会面、城南面、松西面
- 楚山郡
  - 楚山面、東面、南面、古面、豊面、江面、松面、桃源面、板面、城西面
- 渭原郡
  - 渭原面、鳳山面、渭松面、和昌面、大徳面、崇正面、西泰面
- 熙川郡
  - 熙川邑、東面、西面、南面、北面、真面、長洞面、東倉面、新豊面
- 江界郡
  - 江界邑、満浦邑、吏西面、高山面、時中面、漁雷面、曲河面、従西面、従南面、公北面、干北面、城干面、外貴面、前川面、化京面、立館面、龍林面
- 慈城郡
  - 慈城面、三豊面、梨坪面、慈下面、長土面、中江面
- 厚昌郡
  - 厚昌面、東新面、東興面、南新面、七坪面

## 歴代平安北道知事（道長官を含む）
1919年8月以前は「平安北道長官」。
| 氏名       | 在任期間                        | 備考                      |
| ---------- | ------------------------------- | ------------------------- |
| 川上常郎   | 1910年10月1日 - 1916年11月14日  | 平安北道長官              |
| 藤川利三郎 | 1916年11月14日 - 1919年9月26日  | 1919年8月より平安北道知事 |
| 飯尾藤次郎 | 1919年9月26日 - 1923年2月24日   |                           |
| 生田清三郎 | 1923年2月24日 - 1925年6月15日   |                           |
| 谷多喜磨   | 1925年6月15日 - 1929年11月28日  |                           |
| 石川登盛   | 1929年11月28日 - 1932年12月13日 |                           |
| 土師盛貞   | 1932年12月13日 - 1935年4月1日   |                           |
| 大竹十郎   | 1935年4月1日 - 1936年5月21日    |                           |
| 美座流石   | 1936年5月21日 - 1939年3月15日   |                           |
| 西本計三   | 1939年3月15日 - 1940年9月2日    |                           |
| 高安彦     | 1940年9月2日 - 1941年11月19日   |                           |
| 白石光治郎 | 1941年11月19日 - 1943年7月17日  |                           |
| 信原聖     | 1943年7月17日 - 1945年3月28日   |                           |
| 山地靖之   | 1945年3月28日 -                 | 日本統治下最後の知事      |

## 法院（裁判所）
昭和16年（1941年）当時
- 新義州地方法院
- 新義州地方法院定州支庁
- 新義州地方法院寧辺支庁
- 新義州地方法院江界支庁
- 新義州地方法院楚山支庁

## 刑務所
昭和16年（1941年）当時
- 新義州刑務所

## 警察
昭和2年（1927年）当時
- 平安北道警察部
  - 新義州警察署
  - 義州警察署
  - 亀城警察署
  - 泰川警察署
  - 北鎮警察署
  - 熙川警察署
  - 寧辺警察署
  - 博川警察署
  - 定州警察署
  - 宣川警察署
  - 鉄山警察署
  - 龍岩浦警察署
  - 朔州警察署
  - 昌城警察署
  - 碧潼警察署
  - 楚山警察署
  - 渭原警察署
  - 江界警察署
  - 前川警察署
  - 満浦警察署
  - 慈城警察署
  - 厚昌警察署
  - 東興警察署
  - 中江警察署

### 憲兵警察制度下における憲兵部隊
大正4年（1915年）当時
- 義州憲兵隊
  - 義州憲兵分隊
  - 定州憲兵分隊
  - 熙川憲兵分隊
  - 楚山憲兵分隊
  - 江界憲兵分隊
  - 厚昌憲兵分隊
  - 中江憲兵分隊

## 税務
昭和16年（1941年）当時

### 税務署
- 新義州税務署
- 定州税務署

### 税関
- 新義州税関
- 新義州税関安東派出所

## 林政
昭和16年（1941年）当時
- 新義州営林署
- 江界営林署
- 厚昌営林署

## 気象
昭和17年（1942年）当時
- 新義州測候所
- 中江鎮測候所

## 鉄道
昭和20年（1945年）の路線

### 総督府鉄道
- 京義線
- 満浦線
- 博川線
- 楊市線
- 龍登線
- 龍門炭鉱線

### 私鉄
- 平北鉄道
- 多獅島鉄道

## 道路
昭和2年（1927年）当時

### 一等道路
- 京城義州線

### 二等道路
- 安州義州線
- 安州富山洞線
- 雲山楚山線
- 孟中里雲山線
- 雲山昌城線
- 義州龍岩浦線
- 定州朔州線
- 亀城新倉線
- 義州恵山鎮線
- 咸興慈城線
- 長津満浦鎮線
- 元山楚山線

## 港湾
昭和6年（1931年）当時

### 開港
- 新義州港
- 龍岩浦港
- 多獅島港

### 地方港
- 梨花浦港
- 雲山港

## 鉱山
- 雲山金鉱
- 三成金鉱
- 宣川金鉱
- 大楡洞金鉱
- 義川金鉱
- 橋洞金鉱
- 新延金鉱

## 神社
- 平安神社
- 龍川神社
- 義州神社
- 江界神社
- 宣川神社
- 恵山八幡神社
- 北青神社
- 興南神社
- 定州神社

## 企業
道内に本社を有する資本金50万円以上の企業である（昭和15年・1940年当時）

### 鉱業
- 厚昌鉱業
- 驪州鉱山
- 吉祥金山

### 製造業
- 満鮮製函木材
- 新延鉄工所
- 朝鮮無水酒精
- 新義州製材合同
- 商工鉄工所

### 電気業
- 江界水力電気

### 運輸業
- 多獅島鉄道
- 鮮満交通
- 平北自動車

## マスメディア

### ラジオ放送局
昭和20年（1945年）8月当時
- 朝鮮放送協会新義州放送局（呼出符号：JBLK）

### 日本語新聞
昭和16年（1941年）当時
- 鴨江日報

## 出身有名人
この時代に生まれ育つか、または活躍した者を掲載
- 李光洙（作家）
- 文鮮明（宗教家）
- 孫基禎（男子マラソン選手）
- 金素月（詩人）
- 文一平（ジャーナリスト）
- 張俊河（ジャーナリスト）